# Коралловый треугольник
Коралловый треугольник (также Ост-Индский треугольник) — область в водах вокруг Филиппин, Индонезии, Малайзии, Папуа — Новой Гвинеи, Соломоновых островов и Восточного Тимора. В каждом её экологическом регионе обитает по меньшей мере 500 видов кораллов, образующих рифы. Коралловый треугольник расположен между Тихим и Индийским океанами и охватывает части двух биогеографических регионов: Индонезийско-Филиппинского и крайний юго-запад  Тихого океана. Являясь одной из восьми основных зон коралловых рифов в мире, Коралловый треугольник признан глобальным центром морского биоразнообразия, и его сохранение является общим приоритетом для биологов и экологов. Известный как «Амазония морей» (по аналогии с тропическими лесами Амазонки в Южной Америке), он покрывает 5,7 миллиона квадратных километров океанских вод. Здесь обитает более 76 % мелководных видов кораллов, образующих рифы; 37 % видов рифовых рыб; шесть из семи видов морских черепах в мире и самый большой в мире мангровый лес. В 2014 году Азиатский банк развития (АБР) сообщил, что валовый внутренний продукт морской экосистемы в Коралловом треугольнике составляет примерно 1,2 триллиона долларов в год и обеспечивает продовольствием более 120 миллионов человек. По данным международного проекта Coral Triangle Knowledge Network (Сети знаний о Коралловом треугольнике), регион ежегодно получает около 3 миллиардов долларов дохода в иностранной валюте от экспорта рыбы и ещё 3 миллиарда долларов от доходов от прибрежного туризма.
Всемирный фонд дикой природы считает этот регион очень важным для сохранения морской среды и борется с экологическими угрозами ему в рамках своей программы «Коралловый треугольник» , запущенной в 2007 году. Центром биоразнообразия в треугольнике является пролив Верде на Филиппинах. Районы коралловых рифов в регионе, которые были объявлены объектами Всемирного наследия ЮНЕСКО — это природный парк риф Туббатаха на Филиппинах  и острова Раджа Ампат в  Индонезии.

## Океанографические характеристики
С позиции океанографии, регион Индонезийского сквозного течения играет важную роль в районе Кораллового треугольника, регулируя глобальную циркуляцию океана, климатическую систему и устойчивость экосистемы, поэтому в этом регионе сохраняется максимальное морское биоразнообразие. Учитывая его сложную географию и особенности циркуляции, особенно важны такие факторы влияния на климат и экологию региона, как изменчивость транспортных потоков, температура поверхности моря и  изменчивость мезомасштабных вихревых образований в этом регионе. Сезонная и межгодовая изменчивость перемешивания океанских вод указывает на то, что на район Кораллового треугольника влияют Эль-Ниньо и азиатско-австралийская муссонная система. На систему течений в Коралловом треугольнике также оказывают влияние Североэкваториальное течение; Североэкваториальное противотечение; Южное Пассатное течение; Южноэкваториальное противотечение; Минданаоское противотечение; Хальмахерское противотечение и прибрежное течение Новой Гвинеи.

## Биоразнообразие
Хотя Коралловый треугольник занимает всего 1,6% океанической площади планеты, в этом регионе обитает 76% всех известных видов кораллов в мире. Являясь средой обитания 52% индо-тихоокеанских рифовых рыб и 37% рифовых рыб мира, он содержит наибольшее разнообразие коралловых рифовых рыб в мире . Более 3000 видов костистых рыб распространены более чем на 90% Кораллового треугольника. К числу крупнейших из этих рыб относятся китовая акула, латимерия и химеры .
Коралловый треугольник является эпицентром биоразнообразия не только кораллов и рыб, но и многих других морских организмов. Здесь обитает около 950 видов моллюсков и 458 видов ракообразных . Это также среда обитания шести из семи видов морских черепах в мире.
13% территории Кораллового треугольника были определены как очаги с высоким уровнем морского биоразнообразия, в том числе южная часть Филиппин, северо-восточная часть Сабаха в Малайзии, центральная и восточная зоны Индонезии, восточная часть Папуа — Новой Гвинеи и Соломоновы Острова .  Части Кораллового треугольника с наибольшим количеством видов составляют 6% от общей площади экорегиона. Они включают участки вдоль побережья Филиппин (северное побережье Лусона, Бохоль, Минданао, Палаван и архипелага Сулу), Малайзии (северо-восточное побережье Сабаха), Индонезии (северная и юго-восточная часть Сулавеси, море Банда, Молуккские острова и архипелаг Раджа-Ампат в Западной Новой Гвинее), Папуа — Новая Гвинея (прибрежные районы провинции Маданг, Новая Британия, залив Милн, острова Луизиада и остров Бугенвиль) и Соломоновы Острова (Гуадалканал и провинция Макира-Улава). Однако более половины (70%) зон в Коралловом треугольнике классифицируют как районы с низким видовым разнообразием.
Места, имеющие наибольшее значение для морского биоразнообразия в Коралловом треугольнике, включают: (1) северную оконечность острова Сулавеси, (2) остров Амбон, (3) острова Кай в Арафурском море, (4) архипелаг Раджа-Ампат в Западной Новой Гвинее, (5) пролив Верде-Айленд на Филиппинах, (6) южную часть острова Негрос на Филиппинах и (7) остров Себу на Филиппинах.
Наибольшая протяженность мангровых лесов в мире также находится в Коралловом треугольнике. Эти леса играют большую роль в поддержании высокого  биоразнообразия в этом уникальном регионе .Также в экорегионе Кораллового треугольника был обнаружен 21 вид морских водорослей .
В 2008 году совместная индонезийско-американская морская исследовательская экспедиция обнаружила богатую глубоководную жизнь и подводные действующие вулканы в Молуккском море на глубине 3800 метров . Там было открыто около 40 новых видов глубоководных кораллов. Большинство из них имеют беловатый цвет, потому что эта область не является средой обитания для разноцветных видов водорослей, которые обычно живут на мелководье. Было обнаружено, что гидротермальные источники и коралловые рифы на глубине 4000 метров создали среду обитания для морских креветок, крабов, ракушек и морских огурцов .
По словам министра исследований и технологий Индонезии и руководителя Национального агентства исследований и инноваций (BRIN) Бамбанга Пермади Соемантри Броджонегоро, страны Кораллового треугольника нуждаются в большем количестве биологов-таксономистов и океанографов  для решения проблем каталогизации биоразнообразия в этом районе. Он сказал, что целью этого исследования является не только расширение человеческих знаний, но и применение этих знаний в проекте защиты прибрежного и морского биоразнообразия от исчезновения .
- Столовый коралл Acropora latistella
- Розовый мягкий коралл
- Nembrotha kubaryana
- Рождественские древесные черви (Christmas tree worms) (Spirobranchus giganteus)
- Рыба-попугай
- Рыба-арлекин
- Рыба-анемон (Amphiprion ocellaris)
- Белоглазая мурена (Gymnothorax thyrsoideus)

## Теории, лежащие в основе высокого видового разнообразия Кораллового треугольника
Существуют три разные теории относительно того, почему Коралловый треугольник  отличается таким большим разнообразием видов, и каждая теория предлагает свою объяснительную модель. Их обычно называют моделью «центра происхождения», моделью «центра перекрытия» («перекрёстного наложения ареалов») и моделью «центра накопления» .
- Модель «центра происхождения» утверждает, что популяции с высоким разнообразием в районе архипелага являются частью расположенной в центре прародины, которая позже расселилась по различным периферийным районам.
- Модель «центра перекрытия» предполагает, что виды, изначально обитавшие в разных биогеографических регионах, объединились в результате разделения популяций (викарности) и впоследствии расширили свой ареал.
- Модель «центра накопления» предполагает, что популяции предков, которые изначально были рассеяны по периферии, собрались в одном месте и сформировали разнообразную популяцию.

## Угрозы
Коралловый треугольник находится сегодня под влиянием быстро растущей антропогенной деятельности (роста населения, экономического роста и международной торговли), изменения среды обитания, чрезмерной эксплуатации ресурсов  и изменения климата. Среди антропогенных факторов, угрожающих уникальной экосистеме этого региона, наиболее остро стоят такие проблемы, как браконьерство, загрязнение моря и дноуглубительные работы. Среди природных факторов в качестве потенциальных угроз учёные видят изменение климата (повышение температуры и уровня моря), сопровождающееся подкислением океана .
Подкисление океана представляет собой отдельную глобальную угрозу для экосистем коралловых рифов.  Из-за потенциального снижения биоразнообразия в районе Кораллового треугольника ущерб может быть нанесён многим природным системам, поскольку коралловые рифы являются фундаментальной экосистемой в прибрежной зоне. Из-за повышения уровня углекислого газа в атмосфере снижается содержание карбоната кальция, что усиливает биологическую эрозию и скорость растворения. В Коралловом треугольнике должны быть олиготрофные воды, чтобы свет проникал внутрь и поддерживал фотосинтез зооксантелловых водорослей. Однако на коралловом рифе в Западном Мауи (Гавайские острова), постоянно происходит сброс богатых питательными веществами грунтовых вод с низким уровнем pH, что снижает уровень pH морской воды в Тихом океане. Кроме того, концентрация нитратов в кораллах в 50 раз выше, чем в окружающей среде. Скорость кальцификации кораллов существенно снижается, а скорость биоэрозии на несколько порядков выше, чем в здоровых олиготрофных водах. Измерения с использованием значений более тяжёлого изотопа азота (δ15N) показывают, что эвтрофикация рифовой морской воды наземными источниками загрязнения может усилить последствия подкисления океана за счёт биоэрозии, обусловленной питательными веществами. Эти условия могут способствовать разрушению экосистем прибрежных коралловых рифов раньше, чем предсказывают текущие прогнозы, основанные только на подкислении океана.
Коралловые рифы подверглись массовому обесцвечиванию, что угрожает деградацией важных экосистем. В пределах Кораллового треугольника проживает 120 миллионов человек, из которых примерно 2,25 миллиона — рыбаки, жизнь которых зависит от здоровья морских экосистем. Эти проблемы ставят под угрозу средства к существованию, экономику и будущие поставки на рынок таких видов, как тунец. Исследования выявили тревожное сокращение кораллового покрова в этом регионе . Однако в отчёте, опубликованном в 2021 году, рифы Кораллового треугольника были описаны как продемонстрировавшие устойчивость к крупномасштабным событиям обесцвечивания. Глобальная сеть мониторинга коралловых рифов (GCRMN) сообщила в 2021 году, что регион Восточноазиатских морей, включающий Коралловый треугольник, был единственным регионом, где коралловый покров был значительно больше в 2019 году (36,8%) по сравнению с 1983 годом (32,8%), когда были собраны самые ранние данные. Это увеличение кораллового покрова произошло, несмотря на то, что рифы пострадали в результате крупномасштабного обесцвечивания кораллов в 2010-х годах. Данные о покрове водорослей в морях Восточной Азии показывают, что их  покров постепенно уменьшается, в результате чего кораллов на этих рифах в среднем в пять раз больше, чем водорослей
Поскольку морские ресурсы являются основным источником дохода для населения, потенциальные последствия потери этих важнейших прибрежных экосистем могут быть огромны.

## Сохранение
Правительства региона, природоохранные организации, такие как Всемирный фонд дикой природы, а также американские природоохранные организации The Nature Conservancy и Международное общество сохранения природы , и донорские агентства, такие как Азиатский банк развития, Глобальный экологический фонд и Агентство США по международному развитию, прилагают усилия по сохранению Кораллового треугольника на высоком уровне.

## Инициатива  «Коралловый треугольник» по коралловым рифам, рыболовству и продовольственной безопасности
В августе 2007 года президент Индонезии Юдойоно предложил многостороннее партнёрство для «защиты морских и прибрежных биологических ресурсов региона» с пятью другими странами, географически расположенными в Юго-Восточной Азии (Малайзия, Восточный Тимор, Папуа — Новая Гвинея, Соломоновы Острова и Филиппины) . Многостороннее партнёрство, названное тогда инициативой «Коралловый треугольник» по коралловым рифам, рыболовству и продовольственной безопасности (CTI-CFF).
План действий CTI-CFF заключается в достижении целей, сформулированных следующим образом :
- Определены приоритетные морские районы и ведётся эффективное управление ими
- Экосистемный подход к управлению рыболовством (EAFM) и другими морскими ресурсами полностью применён
- Созданы и эффективно управляются морские охраняемые районы (ООПТ)
- Достигнуты меры по адаптации к изменению климата
- Снижена угроза исчезновения для уязвимых видов.

Долгосрочными целями CTI-CFF являются :
- Стабилизировать и / или поддерживать целостность экосистемы коралловых рифов
- Улучшать и поддерживать запасы рыбы
- Повышать доступность, качество и безопасность продуктов питания, поступающих из прибрежной и морской среды.